# Polyprion oxygeneios
Polyprion oxygeeios, también conocido como hāpuku, hapuka, whapuku, bacalao de Juan Fernández y kopuku haha roa, es un cherne de la familia Polyprionidae, que se encuentra en el sur de Australia, el sur de Sudamérica, Sudáfrica, Tristán de Acuña y Nueva Zelanda a profundidades de entre 30 y 800 m. Su longitud es de entre 60 y 180 cm, y puede pesar hasta 100 kg.

## Descripción
Los hāpuku son de color gris con vientres blancos plateados, y los juveniles generalmente son de color azul. Tienen 10 espinas dorsales que corren a lo largo de su espalda, una aleta anal redondeada y aletas pectorales redondeadas, y una cola grande, poderosa y de forma cuadrada. Su mandíbula inferior sobresale de la superior y sus ojos muy grandes están adaptados para cazar y habitar en condiciones de poca luz.

### Hábitat y alimentación
Se cree que los ejemplares juveniles son pelágicos y cambian a demersales cuando alcanzan unos 50 cm de largo. Habitan en aguas templadas y subtropicales del sur del océano Índico y del océano Pacífico, encontrándose en Chile, el sureste de Australia y Nueva Zelanda. Se pueden encontrar en aguas entre 10 y 800 m de profundidad, pero generalmente prefieren aguas a profundidades mayores a los 50 m. Por lo general, se encuentran viviendo en grietas, cavernas o cuevas cuando se encuentran en aguas poco profundas. Son depredadores voraces que se alimentan de una gran variedad de otras especies de peces, invertebrados y crustáceos, incluidos el bacalao rojo y el bacalao azul, la merluza de cola neozelandesa, cangrejos y cigalas.

### Edad y crecimiento
Los hāpuku son una especie grande, de crecimiento lento y larga vida. Alcanzan la madurez sexual entre los 10 y 13 años y tienen una esperanza de vida de hasta 60 años. Pueden crecer hasta los 100 kg, pero generalmente se encuentran alrededor de los 25 kg. Tienen un tamaño promedio de 80 a 100 cm pero puede crecer hasta una longitud de 180 cm.

## Consumo humano

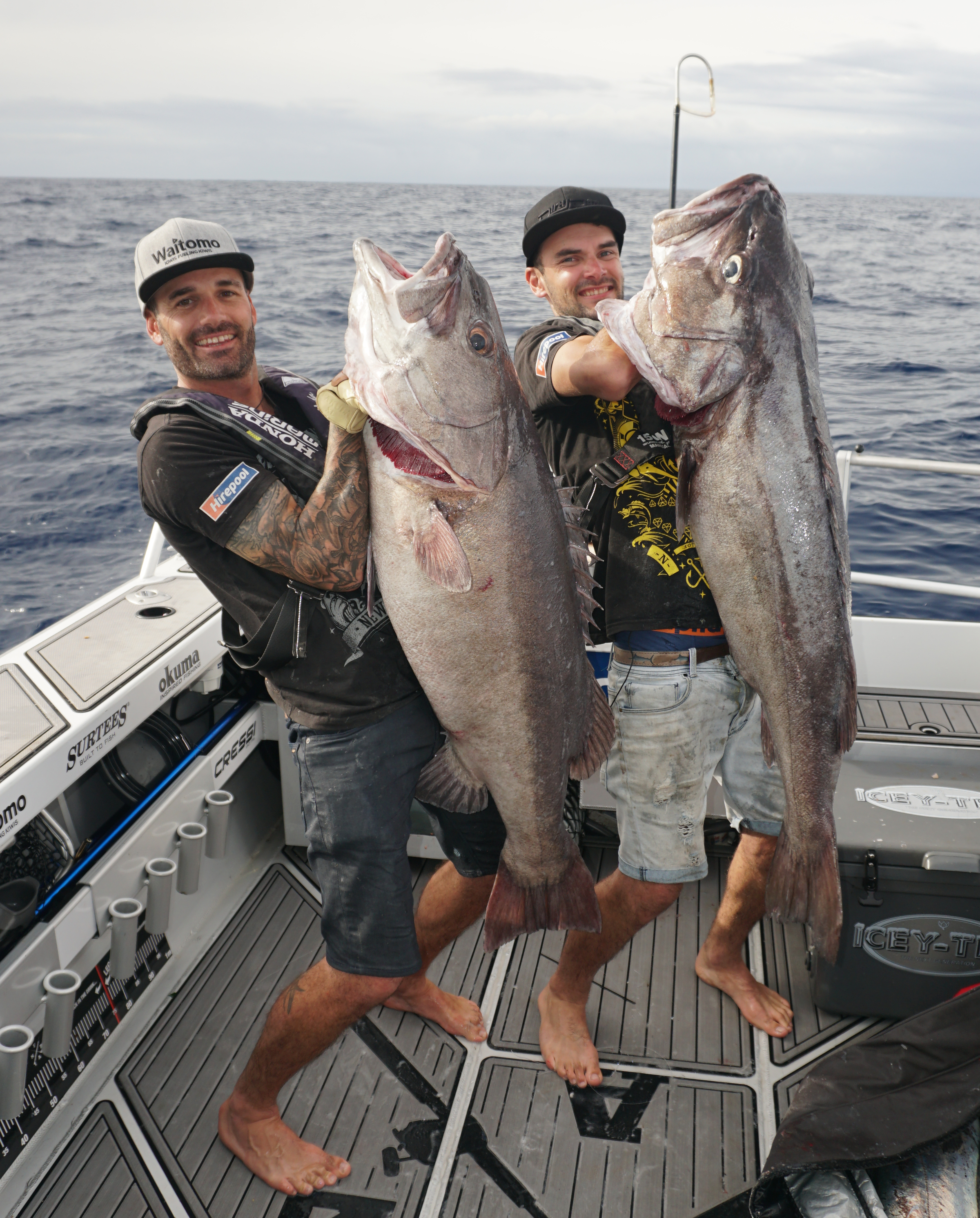
Ejemplares recién pescados

Los hāpuku son un pescado comestible altamente valorado, alcanzando el máximo valor tanto en el mercado local como en el internacional. Los chefs que han probado el hāpuku cultivado han declarado que supera al hāpuku capturado en la naturaleza.
En Nueva Zelanda para el año 2008, el hāpuku tenía un valor comercial de 37 millones de dólares neozelandeses con un valor de exportación de 4,29 millones de dólares a un precio de 10,29 dólares por kilogramo. Se pesca tanto comercial como recreativamente en Nueva Zelanda. Es muy buscado, pero las capturas son relativamente bajas; esta especie se gestiona en el Sistema de Gestión de Cuotas de Nueva Zelanda. Actualmente, no existe ninguna restricción de tamaño en Nueva Zelanda, pero existe un límite de captura de cinco peces por día.

## Acuicultura

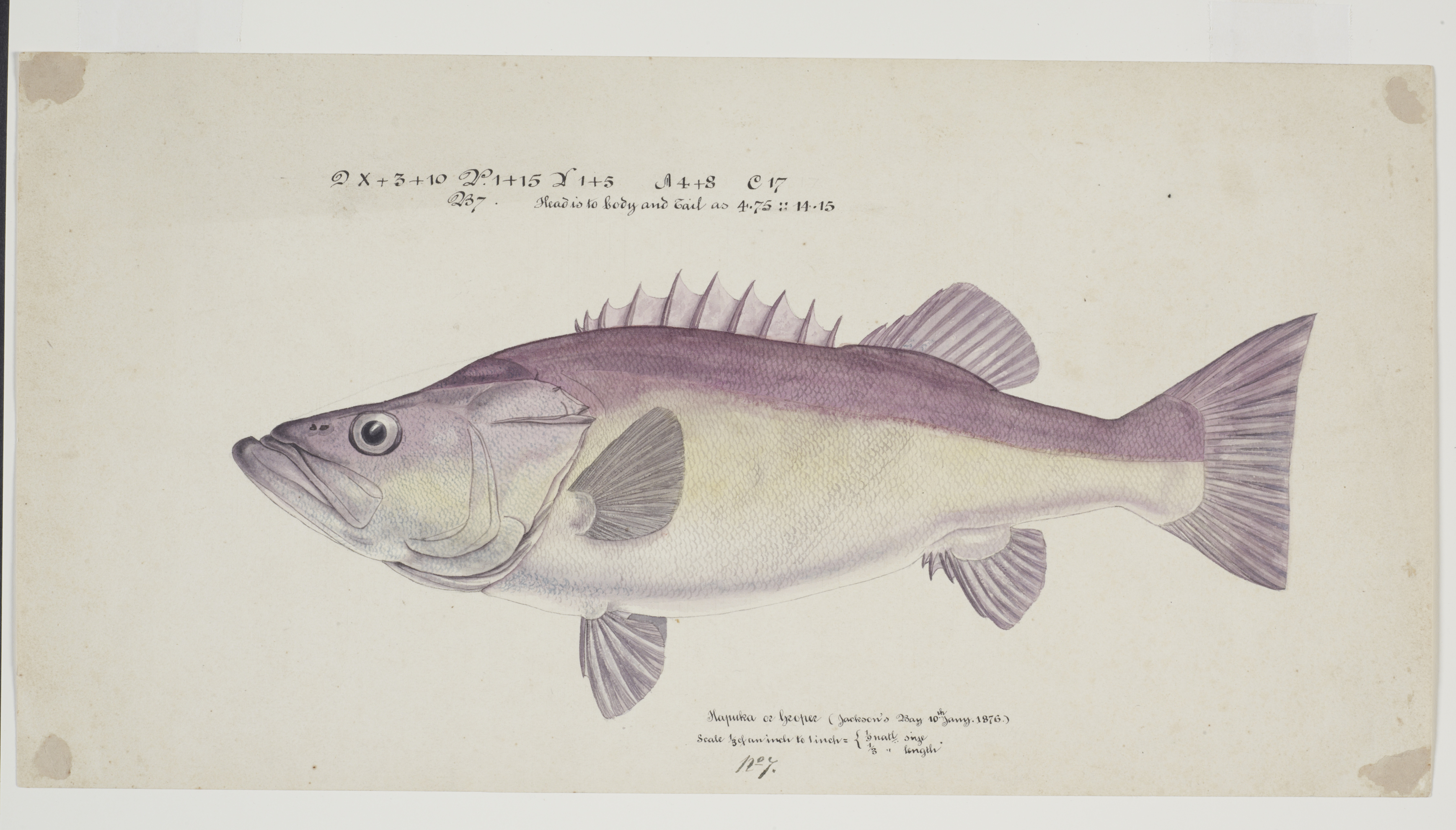
Polyprion oxygeneios por Frank Edward Clarke

Se ha expresado un interés significativo a nivel mundial por el desarrollo de esta especie para la acuicultura. En Europa, una especie de cherne muy similar es muy apreciada y considerada un manjar local. Debido a esto, el Polyprion spp. han sido sobreexplotados en la mayoría de las áreas. En Nueva Zelanda, el Instituto Nacional de Investigación del Agua y la Atmósfera (NIWA) ha adoptado el hāpuku como una oportunidad para que Nueva Zelanda se expanda y ha identificado mercados para esta especie a nivel local en Nueva Zelanda y Australia, e internacionalmente en Europa y Asia.

### Investigación y desarrollo
Desde 2003, NIWA ha acumulado el recurso de reproductores de hāpuku más grande del mundo, y estos reproductores se mantienen en grandes tanques de desove en el Parque Acuícola Bream Bay. Cada tanque tiene su propio ambiente controlado que está diseñado para mantener la temperatura y la luz óptimas para el desove natural. Las complicaciones encontradas para su inscubación fueron similares a las de otras especies de peces comercializados, como el halibut, el rodaballo, la lubina y la dorada. Estas complicaciones se superaron con soluciones específicas desarrolladas para la crianza temprana de hapuku. Las principales complicaciones técnicas superadas son:
- El diseño del sistema para la incubación exitosa de larvas de huevo y saco vitelino.
- Inicio de la primera alimentación.
- La transición de alimentos vivos a alimentos formulados para producir juveniles destetados listos para engordar y transferir a jaulas marinas.

NIWA ha estado ejecutando un programa de selección de reproductores desde 2007, y los resultados muestran qué reproductores están produciendo la primera generación sobreviviente. Con esta información, pronto será posible comenzar a seleccionar los rasgos de desempeño deseables para el programa de mejoramiento. El objetivo de NIWA es mantener la ventaja competitiva para el cultivo de hāpuku a medida que aumenta y convertirse en una especie importante para el sector acuícola de Nueva Zelanda.